# Ivica Zubac
Ivica Zubac, né le 18 mars 1997 à Mostar en Bosnie-et-Herzégovine, est un joueur croate de basket-ball. Il évolue au poste de pivot avec les Clippers de Los Angeles.

## Biographie

### Carrière professionnelle
Zubac est formé au Cibona Zagreb. Pour la saison 2013-2014, il est prêté au KK Zrinjevac avant de revenir jouer dans l'équipe première du Cibona lors de la saison 2014-2015.
Zubac commence la saison 2015-2016 au Cibona Zagreb et joue 5 rencontres en Ligue adriatique mais en janvier 2016, il quitte le Cibona qui rencontre des problèmes financiers et signe un contrat de plusieurs années avec le Cedevita Zagreb,. Cependant en février, il quitte le club et rejoint le KK Mega Leks, club de première division serbe, avec un contrat jusqu'à la fin de la saison 2017-2018,.
Le 23 juin 2016, il est choisi en 32e position lors de la draft 2016 de la NBA par les Lakers de Los Angeles. Il participe à la Summer league avec les Lakers. Lors de la saison, il alterne entre la NBA et la NBA D-League. Pour son onzième match avec les Lakers, il réalise son premier double-double avec 11 points, 13 rebonds et 3 contres face aux Nuggets.
Le 7 février 2019, il est envoyé aux Clippers de Los Angeles en compagnie de Michael Beasley en échange de Mike Muscala.
Le 7 juillet 2019, il se réengage pour quatre saisons avec les Clippers de Los Angeles.

### Sélection nationale
Zubac participe au championnat du monde des 19 ans et moins en 2015 avec la Croatie. L'équipe est battue en finale par les États-Unis (79-71 après prolongation). Zubac finit 3e meilleur marqueur de la compétition (17,6 points par rencontre), ex æquo avec l'Italien Diego Flaccadori, mais derrière le Dominicain Andrés Feliz et le Canadien Dillon Brooks et 2e joueur le plus efficace derrière l'Iranien Mohammad Yousof Vand.
Le même été, il joue au championnat d'Europe U18 masculin, terminant meilleur rebondeur (avec 12,9 rebonds par rencontre), meilleur contreur (3 contres par rencontre) de la compétition et meilleur au nombre de double-doubles (6 au total), à chaque fois devant le Grec Georgios Papagiannis et le Turc Ömer Yurtseven. L'équipe finit toutefois à la 12e place.

## Palmarès

### En club
- Vainqueur de la Coupe de Serbie 2016 avec le KK Mega Leks.

### Sélection nationale
- Médaille d'argent au championnat du monde des 19 ans et moins en 2015

### Distinctions personnelles
- NBA All-Defensive Second Team en 2025.

## Statistiques

### Professionnelles

#### Saison régulière
| Saison    | Équipe        | Matchs | Titul. | Min./m | % Tir | % 3pts | % LF | Rbds/m. | Pass/m. | Int/m. | Ctr/m. | Pts/m. |
| --------- | ------------- | ------ | ------ | ------ | ----- | ------ | ---- | ------- | ------- | ------ | ------ | ------ |
| 2016-2017 | L.A. Lakers   | 38     | 11     | 16,0   | 52,9  | 0,0    | 65,3 | 4,20    | 0,80    | 0,40   | 0,90   | 7,50   |
| 2017-2018 | L.A. Lakers   | 43     | 0      | 9,5    | 50,0  | 0,0    | 76,5 | 2,80    | 0,60    | 0,20   | 0,30   | 3,70   |
| 2018–2019 | L.A. Lakers   | 33     | 12     | 15,6   | 58,0  | –      | 86,4 | 4,90    | 0,80    | 0,10   | 0,80   | 8,50   |
| 2018–2019 | L.A. Clippers | 26     | 25     | 20,2   | 53,8  | –      | 73,3 | 7,70    | 1,50    | 0,40   | 0,90   | 9,40   |
| 2019-2020 | L.A. Clippers | 72     | 70     | 18,4   | 61,3  | 0,0    | 74,7 | 7,50    | 1,10    | 0,20   | 0,90   | 8,30   |
| 2020-2021 | L.A. Clippers | 72     | 33     | 22,3   | 65,2  | 25,0   | 78,9 | 7,20    | 1,30    | 0,30   | 0,90   | 9,00   |
| 2021-2022 | L.A. Clippers | 76     | 76     | 24,4   | 62,6  | –      | 72,7 | 8,50    | 1,60    | 0,50   | 1,00   | 10,30  |
| 2022-2023 | L.A. Clippers | 76     | 76     | 28,6   | 63,5  | 0,0    | 69,7 | 9,90    | 1,00    | 0,40   | 1,30   | 10,80  |
| 2023-2024 | L.A. Clippers | 68     | 68     | 26,4   | 64,9  | –      | 72,3 | 9,20    | 1,40    | 0,30   | 1,20   | 11,70  |
| 2024-2025 | L.A. Clippers | 80     | 80     | 32,8   | 62,8  | –      | 66,1 | 12,60   | 2,70    | 0,70   | 1,10   | 16,80  |
| Carrière  | Carrière      | 584    | 451    | 23,0   | 61,6  | 8,3    | 72,6 | 8,10    | 1,40    | 0,40   | 1,00   | 10,20  |

#### Playoffs
| Saison   | Équipe        | Matchs | Titul. | Min./m | % Tir | % 3pts | % LF | Rbds/m. | Pass/m. | Int/m. | Ctr/m. | Pts/m. |
| -------- | ------------- | ------ | ------ | ------ | ----- | ------ | ---- | ------- | ------- | ------ | ------ | ------ |
| 2019     | L.A. Clippers | 4      | 3      | 9,5    | 50,0  | —      | 66,7 | 5,50    | 0,30    | 0,50   | 0,50   | 5,00   |
| 2020     | L.A. Clippers | 13     | 13     | 24,7   | 56,4  | –      | 81,1 | 7,20    | 0,60    | 0,20   | 0,80   | 9,10   |
| 2021     | L.A. Clippers | 17     | 7      | 17,8   | 59,6  | –      | 79,6 | 5,80    | 0,40    | 0,10   | 0,70   | 6,30   |
| 2023     | L.A. Clippers | 5      | 5      | 25,8   | 56,7  | –      | 75,0 | 9,60    | 0,60    | 0,60   | 0,20   | 9,20   |
| 2024     | L.A. Clippers | 6      | 6      | 31,8   | 60,0  | –      | 65,0 | 9,30    | 1,00    | 0,80   | 0,50   | 16,20  |
| 2025     | L.A. Clippers | 7      | 7      | 36,4   | 65,9  | –      | 53,8 | 10,10   | 2,30    | 0,70   | 1,00   | 17,40  |
| Carrière | Carrière      | 52     | 41     | 24,3   | 59,7  | –      | 72,8 | 7,90    | 0,90    | 0,50   | 0,60   | 10,50  |

## Records sur une rencontre en NBA
Les records personnels d'Ivica Zubac en NBA sont les suivants, :
| Type de statistique        | Saison régulière | Saison régulière          | Saison régulière | Playoffs | Playoffs                 | Playoffs      |
| Type de statistique        | Record           | Adversaire                | Date             | Record   | Adversaire               | Date          |
| -------------------------- | ---------------- | ------------------------- | ---------------- | -------- | ------------------------ | ------------- |
| Points                     | 35               | @ Suns de Phoenix         | 4 mars 2025      | 27       | @ Nuggets de Denver      | 29 avril 2025 |
| Paniers marqués            | 15               | 2 fois                    | 2 fois           | 11       | @ Nuggets de Denver      | 29 avril 2025 |
| Paniers tentés             | 20               | Pistons de Détroit        | 5 mars 2025      | 17       | Mavericks de Dallas      | 21 avril 2024 |
| Paniers à 3 points réussis | 1                | @ Rockets de Houston      | 14 mai 2021      | -        | -                        | -             |
| Paniers à 3 points tentés  | 2                | Trail Blazers de Portland | 26 mars 2017     | -        | -                        | -             |
| Lancers francs réussis     | 10               | Hornets de Charlotte      | 31 mars 2024     | 9        | Suns de Phoenix          | 24 juin 2021  |
| Lancers francs tentés      | 12               | @ Raptors de Toronto      | 27 décembre 2022 | 10       | Suns de Phoenix          | 24 juin 2021  |
| Rebonds offensifs          | 12               | Pacers de l'Indiana       | 27 novembre 2022 | 9        | Warriors de Golden State | 18 avril 2019 |
| Rebonds défensifs          | 17               | Pacers de l'Indiana       | 27 novembre 2022 | 11       | 3 fois                   | 3 fois        |
| Rebonds totaux             | 29               | Pacers de l'Indiana       | 27 novembre 2022 | 16       | Suns de Phoenix          | 24 juin 2021  |
| Passes décisives           | 10               | Rockets de Houston        | 9 avril 2025     | 3        | @ Jazz de l'Utah         | 8 juin 2021   |
| Interceptions              | 4                | 2 fois                    | 2 fois           | 2        | @ Suns de Phoenix        | 18 avril 2023 |
| Contres                    | 7                | @ Thunder d'Oklahoma City | 25 octobre 2022  | 3        | @ Jazz de l'Utah         | 8 juin 2021   |
| Balles perdues             | 5                | 10 fois                   | 10 fois          | 3        | 5 fois                   | 5 fois        |
| Minutes jouées             | 44               | Kings de Sacramento       | 9 mars 2025      | 40       | Suns de Phoenix          | 26 juin 2021  |

- Double-double : 182 (dont 14 en playoffs)
- Triple-double : 1

Dernière mise à jour : 3 mai 2025